# Polikarpov I-16
Polikarpov I-16 (în limba rusă И-16) poreclit Isak (măgar) de piloții ruși sau Rata (șobolan) de naționaliștii lui Francu, respectiv Mosca (muscă) de republicanii din Spania a fost un avion de vânătoare sovietic monoplan monoloc din anii 1930. 
I-16 avea un design revoluționar, fiind primul avion de vânătoare în lume cu aripa în consolă, cu tren de aterizare retractabil, a fost operațional și „a introdus o nouă modă în proiectarea avioanelor”. 
I-16 a fost introdus prin mijlocul anilor 1930 și la data izbucnirii celui de-al Doilea Război Mondial era baza Forțelor Aeriene Sovietice privind numărul mare fabricat.

## Specificații
Caracteristici generale
- Echipaj: 1
- Lungime: 6,13 m
- Anvergură: 9 m
- Înălțime: 3,25 m
- Suprafața aripilor: 14,5  m2
- Greutate goală: 1.490 kg
- Greutate încărcată: 1.941 kg
- Motor: 1 x motor în stea Svetsov M63 de 820 kW (1.100 CP)

Performanțe
- Viteza maximă: 525 km/h
- Raza de acțiune: 700 km
- Plafon practic de zbor: 9.700 m
- Viteza de urcare: 14,7 m/s
- Sarcina unitară pe aripă: 134 kg/m2
- Raport putere/masă: 346 W/kg

Armament
- 2x mitraliere fixe de 7,62 mm de tip ShKAS
- 2x tunuri fixe de 20 mm de tip ShVAK
- 6x rachete neghidate tip RS-82 sau bombe până la 500 kg.

## Operatori
- Uniunea Sovietică
- România
- Spania
- Polonia
- Nazi Germany
- Finlanda
- Mongolia